# Parasigmoidella asymmetrica
Parasigmoidella asymmetrica es una especie de cucaracha del género Parasigmoidella, familia Ectobiidae.

## Distribución
Esta especie se encuentra en Papúa Nueva Guinea.